# کیم یوگیوم
این یک نام کره‌ای است؛ نام خانوادگی کیم است.
کیم یو گیوم (کره‌ای: 김유겸؛ زادهٔ ۱۷ نوامبر ۱۹۹۷) که بیشتر با نام هنری یوگیوم (کره‌ای: 유겸) شناخته می‌شود، خواننده، ترانه‌سرا و رقصنده اهل کره جنوبی است که در سال ۲۰۱۴ به عنوان یکی از اعضای گروه پسرانهٔ گات‌سون فعالیت خود را آغاز کرد.

## ترانه‌شناسی

### آلبوم‌های چندآهنگه
| عنوان        | جزئیات                                                                       | بالاترین موقعیت جدول | فروش‌ها              |
| عنوان        | جزئیات                                                                       | کره جنوبی            | فروش‌ها              |
| ------------ | ---------------------------------------------------------------------------- | -------------------- | ------------------- |
| نقطه نظر: تو | - انتشار: ۱۷ ژوئن ۲۰۲۱ - ناشر: ای‌اوام‌جی - قالب: سی‌دی، دانلود دیجیتال، استریم | ۸                    | - کره جنوبی: ۴۳٬۹۰۶ |

## فیلم‌شناسی

### مجموعه تلویزیونی
| سال  | عنوان     | نقش    | توضیحات                                         |
| ---- | --------- | ------ | ----------------------------------------------- |
| ۲۰۱۵ | دریم نایت | یوگیوم | سریال وبی کره‌ای-چینی توسط جی‌وای‌پی‌ئی و یوکو تودو |

### برنامه تلویزیونی
| سال  | عنوان                  | توضیحات                             |
| ---- | ---------------------- | ----------------------------------- |
| ۲۰۱۳ | وین: هو ایز نکست       | شرکت کنندهٔ نبرد رقص و رپ (قسمت ۴)   |
| ۲۰۱۶ | هیت د استیج            | شرکت کننده (قسمت‌های ۹–۱۰)           |
| ۲۰۱۹ | قانون جنگل             | عضو گروه بازیگران (قسمت‌های ۳۴۹–۳۵۳) |
| ۲۰۲۰ | پادشاه خواننده نقابدار | شرکت کننده (قسمت ۲۵۷)               |

### رادیو
| سال  | عنوان                     | توضیحات                                                                   | منابع |
| ---- | ------------------------- | ------------------------------------------------------------------------- | ----- |
| ۲۰۱۸ | کیس د رادیو با لی هونگ کی | میزبان ویژه به همراه یونگ‌جه از گات‌سون (مارس ۵–۶)                          | [ ۷ ] |
| ۲۰۲۰ | آیدل رادیو                | میزبان ویژه به همراه جی بی از گات‌سون (قسمت ۵۷۱ روی آنتن رفته در ۲۶ آوریل) |       |